# Celmisia linearis
Celmisia linearis là một loài thực vật có hoa trong họ Cúc. Loài này được J.B.Armstr. mô tả khoa học đầu tiên năm 1881.